# كروانة (فلم)
كروانة فلم مصري تدور احداثه حول راقصة (بوسي) تهرب من الفرقة التي تعمل معها وتلجا إلى شخص بالصدفة يعمل تيمور الطبيب (نور الشريف) ويكتشف الطبيب أنها مصابة بسرطان الدم ويقوم بعلاجها.

## القصة
كروانة فتاة جميلة يحاول زوج عمتها اغتصابها أكثر من مرة، وعندما يفشل في ذلك يحاول المتاجرة بها فتهرب منه إلى فيلا مهجورة يسكنها الطبيب الشاب تيمور الحاصل على الدكتوراه من لندن والذي إنطوى على نفسه وأصيب بإكتئاب أثر فشله في مشروع المستشفى التي أقامها لخدمة الفلاحين، يحاول تيمور في البداية أن يطرد كروانة عقب لجوئها إليه، ولكنه يوافق على بقائها معه، حيث يبدأ في التعرف عليها وإدراك ظروفها الحرجة، تسقط كروانة في حالة إرهاق وإعياء شديدين، لينقلها للمستشفى ويكتشف أنها مصابة بسرطان الدم، وتلفظ كروانة العلاج فيضطر تيمور للعمل خلفها كعازف أكورديون في فرقة العوالم التي يديرها زوج عمتها، بعد تردد كبير توافق كروانة على إجراء جراحة دقيقة لزرع النخاع، ولكن تصبح المشكلة البحث عن متبرع ليقرر تيمور التبرع بجزء من نخاعه الشوكي ليتم زراعته في كروانة، تنجح العملية ويتم شفاء كروانة تمامًا من مرضها الخبيث، ثم ترتبط بتيمور الذي بعيد إليها الأمن والاستقرار وتعيد إليه الثقة والرغبة في الحياة.

## الممثلون
- طلعت الشيخ
- عليه الجباس
- سيد زيان
- نور الشريف
- بوسي
- المطرب ضيا
- منى درويش
- ميمي جمال

## روابط إضافية
- صفحة الفيلم في قاعدة بيانات الأفلام العربية

## روابط خارجية
- مقالات تستعمل روابط فنية بلا صلة مع ويكي بيانات